# Провулок Кузьми Скрябіна
Прову́лок Кузьми́ Скря́біна — провулок у Подільському районі міста Києва, житловий масив Вітряні гори, місцевість селище Шевченка. Пролягає від вулиці Красицького до Перемишльської вулиці.
Прилучаються Гамаліївська вулиця та вулиця Байди-Вишневецького.

## Історія
Провулок виник в першій третині XX століття. Іменувався на честь українського літературознавця і письменника Івана Стешенка (1873–1918), з середини 1950-х років — провулок Бестужева, на честь російського письменника і політичного діяча Олександра Бестужева, уточнена назва — Олександра Бестужева — з 1974 до 2022 року.
Сучасна назва на честь українського співака, композитора і телеведучого Кузьми Скрябіна (Андрія Кузьменка) — з 2022 року.

## Цікаві факти
Біля будинку № 4 росте старе дерево — так званий дуб Гуналі, віком близько 500 років. Його висота становить 25 м, обхват стовбура — 4,8 м. Узятий під охорону рішенням Київради від 27 листопада 2009 року.

## Галерея

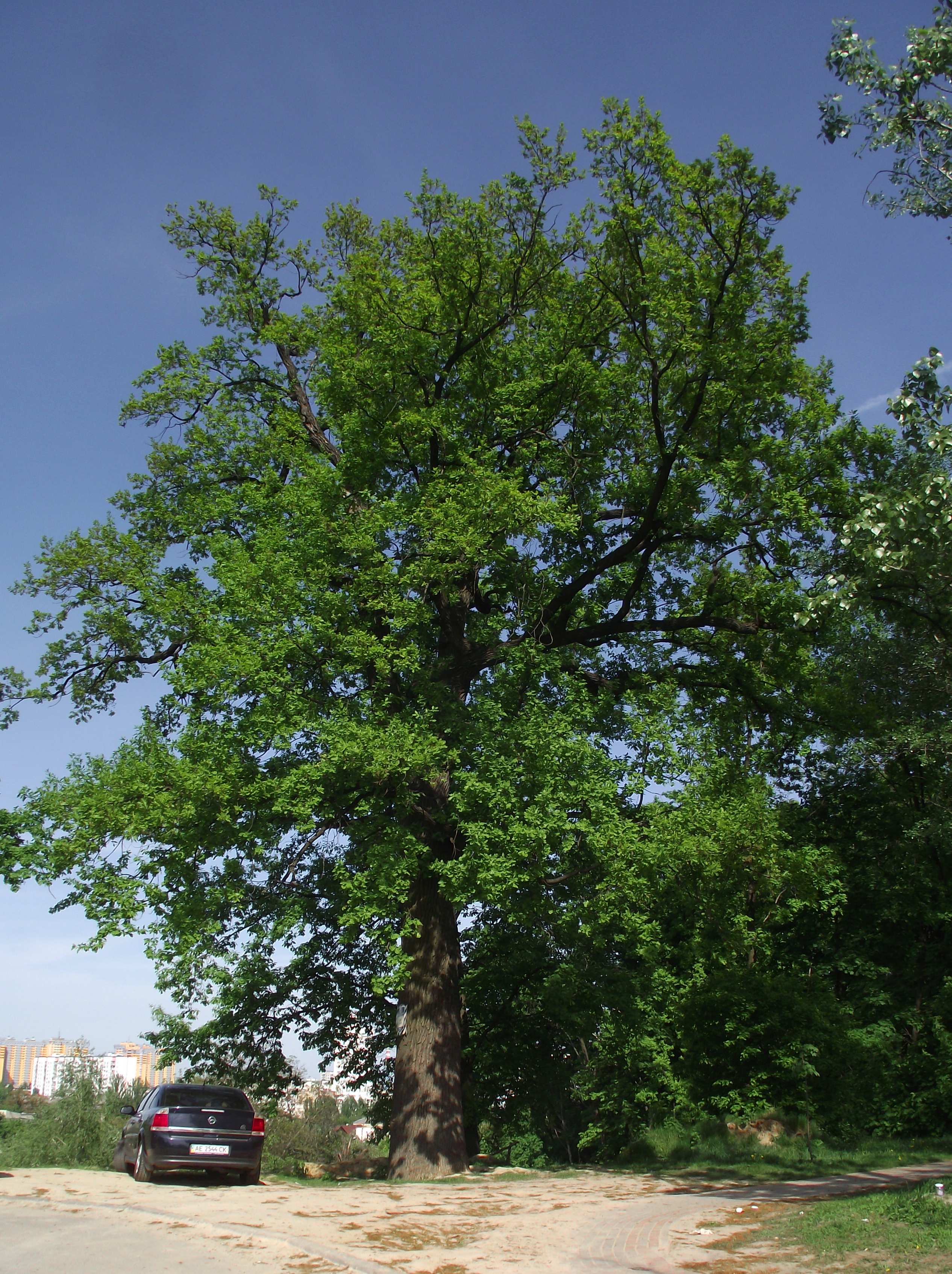
Дуб Гуналі